# Dvireț, Izeaslav
Dvireț (în ucraineană Двірець) este localitatea de reședință a comunei Dvireț din raionul Izeaslav, regiunea Hmelnîțkîi, Ucraina.

## Demografie
Componența lingvistică a localității Dvireț
     Ucraineană (99,48%)
     Alte limbi (0,34%)
Conform recensământului din 2001, majoritatea populației localității Dvireț era vorbitoare de ucraineană (99,48%), existând în minoritate și vorbitori de alte limbi.